# Babingtonsammansvärjningen

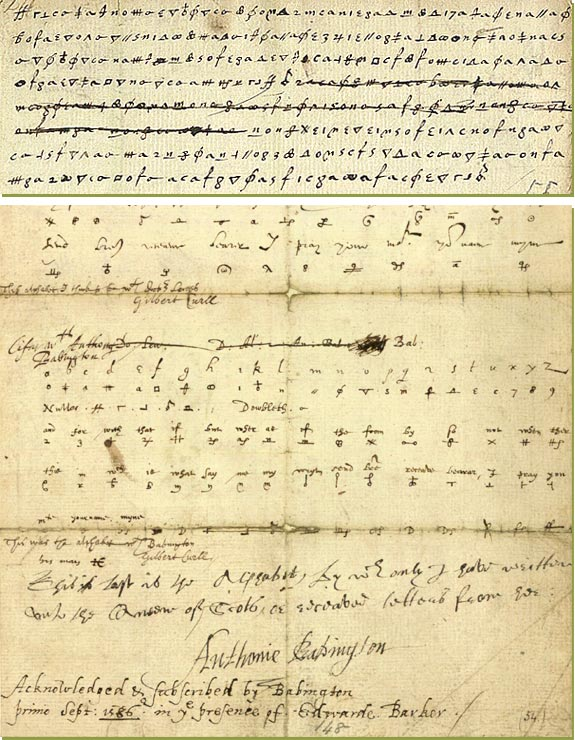
Walsinghams förfalskade brev där namnen på konspiratörerna efterfrågas

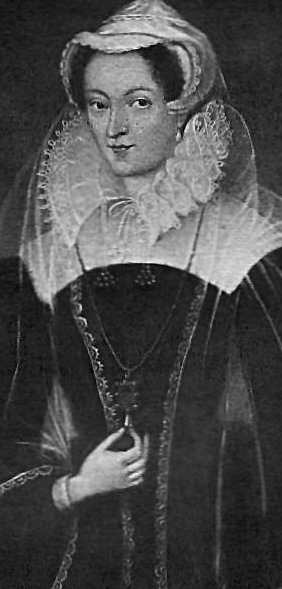
Maria Stuart

Babingtonsammansvärjningen ledde till avrättningen av Maria Stuart. Det var den andra stora sammansvärjningen mot Elisabet I. Den första var Ridolfisammansvärjningen.
Huvudkonspiratören Sir Anthony Babington (1561–1586) var en ung katolsk adelsman från Derbyshire. John Ballard, en jesuitpräst och katolsk agent övertalade Babington att delta i sammansvärjningen för att störta och/eller mörda drottning Elisabet I och ersätta henne på tronen med den katolska Maria Stuart, som under många år varit inspärrad av den sjätte earlen av Shrewsbury på något av hans gods i Derbyshire.
Sir Francis Walsingham, Elisabet I:s statssekreterare och strikt protestant, var ansvarig för att leja agenter för att avslöja och identifiera hot mot England och drottningen. Med sin chifferskola i London sökte han upptäcka konspirationer och konspiratörer.

## Kodade meddelanden till och från Maria Stuart
I januari 1586 befann sig Maria Stuart inspärrad på Chartley Hall i Staffordshire, noga kontrollerad av den puritanske Sir Amias Paulet. Han hade i uppdrag att kontrollera hennes besökare och tjänare och upptäckte att en tjugofyraårig tidigare page hos Maria vid namn Anthony Babington planerade att lönnmörda Elisabet och sätta Maria Stuart på tronen. Anthony Babington hade rekryterat en katolik vid namn Gilbert Gifford som hade utbildats till präst och skulle leverera meddelanden till och från den skotska drottningen.
I juli 1586 överlämnade Gifford sitt första meddelande från Maria till Anthony Babington. I brevet skrev hon, att det antogs finnas anhängare till henne i Paris. I svaret påstod Babington att han hade hundra anhängare och sex vänner, som skulle hjälpa till att befria henne från Elisabet. I meddelandet avslöjade Babington sin uppfattning om Elisabet. Han skrev att han ansåg att hon inte hade rätt till tronen. Han ansåg också att han, på grund av att hon bannlysts av påven, inte hade någon skyldighet att vara lojal mot henne. Elisabet hade bannlysts av påve Pius V 1570 i bullan Regnans in Excelsis och många romerska katoliker i England ansåg att de därigenom befriats från plikter mot drottningen.
Meddelandena mellan Maria och Babington var kodade med symboler för vissa ord, fraser och bokstavsbyte (23 symboler för bokstavsbyte och 36 bokstäver för ord och fraser). Meddelandena smugglades in och ut genom öltunnekorkar. En bryggare i närheten levererade och hämtade tunnorna. Drottning Marias tjänare kunde hämta och lämna meddelanden i en hålighet i öltunnekorkarna.

## Meddelanden levererades av en dubbelagent och dechiffrerades
Walsingham hade redan upptäckt konspirationen och försökte ta reda på vilka sex personer som utgjorde konspirationens inre cirkel. Gilbert Gifford, som levererade meddelanden till och från drottning Maria, var i själva verket en dubbelagent som hade arbetat för Walsingham sedan 1585. Varje meddelande mellan Babington och Maria lästes först av Walsingham och kopierades av hans spionskola och sändes sedan intakt till sitt mål. Walsinghams spionskola dechiffrerade varje meddelande genom trial and error-metoden, det vill säga genom att börja med att ersätta bokstäver och förekomsten av vanliga bokstäver (frekvensanalys) tills en läsbar text hittades. Sedan gissade man utifrån sammanhanget, i den delen av meddelandet som uttytts, till dess att man förstod koden.

## Avslöjandet
Korrespondensen mellan Maria och Babington handlade om konspirationen. Men utan Marias stöd skulle sammansvärjningen inte leda någonstans, eftersom anhängarna då inte skulle ha haft någon att sätta på tronen. I juli 1586 föreslog Babington för Maria att Elisabet skulle mördas och berättade om en spansk invasion som planerades av kung Filip II av Spanien. Denne hade lovat att sända trupper till England i det fall drottning Elisabet inte längre var vid makten och han hade även en plan för att frita Maria. I brevet från juli 1586 fanns även planer på att döda Walsingham och lord Burghley, Elisabets chefsrådgivare. Sir Francis Walsingham hade därigenom alla bevis han behövde men han behövde även veta de sex konspiratörernas namn.
I Marias sista brev till Babington stödde hon hans planer. Walsingham lät chiffer- och språkexperten Thomas Phelippes förfalska ett post scriptum där han frågade efter de sex konspiratörernas namn. Babington mottog det förfalskade meddelandet men han hann aldrig svara vilka det var som var konspiratörerna, eftersom han greps då han ansökte om pass för att besöka kung Filip av Spanien. Konspiratörerna avslöjades trots detta och de greps 15 augusti 1586. 
Konspiratörerna dömdes till döden för förräderi och för att de konspirerat mot Kronan och dömdes att bli hängda, uppsprättade och styckade. I den första gruppen fanns Babington, Ballard, Chidiock Tichborne, Thomas Salisbury, Robert Barnewell, John Savage och Henry Donn.  Ytterligare sju män; Edward Habington, Charles Tilney, Edward Jones, John Charnock, John Travers, Jerome Bellamy och Robert Gage stod inför rätta och dömdes kort därefter. Ballard och Babington avrättades 20 september tillsammans med de andra som dömts samtidigt med dem. Avrättningen var så otäck att drottningen bestämde att den andra gruppen inte skulle sprättas upp förrän de hängts till döds. 
Maria Stuart ställdes inför rätta på Fotheringhay Castle och förnekade sin del i sammansvärjningen men hennes korrespondens utgjorde bevis mot henne och hon dömdes därför till döden. Elisabet godkände kusinens dödsstraff 8 februari 1587, inför 300 vittnen och Maria Stuart avrättades. Sir Francis Walsingham, drottningens mästerspion, hade räddat England från invasion och drottningen från att bli mördad.